# Брадгейт (Айова)
Брадгейт (англ. Bradgate) — місто (англ. city) в США, в окрузі Гумбольдт штату Айова. Населення — 75 осіб (2020).

## Географія
Брадгейт розташований за координатами 42°48′11″ пн. ш. 94°25′14″ зх. д. / 42.80306° пн. ш. 94.42056° зх. д. (42.802997, -94.420562).  За даними Бюро перепису населення США в 2010 році місто мало площу 0,91 км², з яких 0,90 км² — суходіл та 0,01 км² — водойми.

## Демографія
Згідно з переписом 2010 року, у місті мешкало 86 осіб у 37 домогосподарствах у складі 25 родин. Густота населення становила 95 осіб/км².  Було 40 помешкань (44/км²).
Расовий склад населення:
| - 100,0 % — білих |

До двох чи більше рас належало 0,0 %. Частка іспаномовних становила 2,3 % від усіх жителів.
За віковим діапазоном населення розподілялося таким чином: 22,1 % — особи молодші 18 років, 60,5 % — особи у віці 18—64 років, 17,4 % — особи у віці 65 років та старші. Медіана віку мешканця становила 44,3 року. На 100 осіб жіночої статі у місті припадало 120,5 чоловіків;  на 100 жінок у віці від 18 років та старших — 116,1 чоловіків також старших 18 років.
Середній дохід на одне домашнє господарство  становив 49 350 доларів США (медіана — 35 000), а середній дохід на одну сім'ю — 60 283 долари (медіана — 44 167). За межею бідності перебувало 10,4 % осіб, у тому числі 20,0 % дітей у віці до 18 років та 10,0 % осіб у віці 65 років та старших.
Цивільне працевлаштоване населення становило 35 осіб. Основні галузі зайнятості: оптова торгівля — 40,0 %, виробництво — 17,1 %, публічна адміністрація — 14,3 %, освіта, охорона здоров'я та соціальна допомога — 14,3 %.